# 邢慧娜
邢慧娜（Xíng Huìnà、けいけいな、1984年2月25日 - ）は、中華人民共和国山東省濰坊市出身の陸上競技の女子中・長距離選手。身長168センチメートル、体重48キログラム。王徳顕コーチに師事している。趣味は読書と音楽鑑賞という。

## 戦績
- 5000メートル
  - 2001年 第9回全国運動会 2位
  - 2003年 世界選手権 予選敗退
  - 2004年 アテネオリンピック 9位 15分07秒41
  - 2005年 世界選手権 5位 14分43秒64
- 10000メートル
  - 2002年 アジア大会 3位
  - 2003年 世界選手権 7位 30分31秒55
  - 2004年 アテネオリンピック 優勝 30分24秒36
  - 2005年 世界選手権 4位 30分27秒18

## 自己記録
- 1500m - 4分09秒01（2003年9月12日）
- 3000m - 9分26秒36（2006年5月21日）
- 5000m - 14分43秒64（2005年8月13日）
- 10000m  - 30分24秒36（2004年8月27日）